# Ana María Solórzano
Ana María Solórzano Flores (Arequipa, 15 de octubre de 1977) es una abogada y política peruana. Fue presidenta del Congreso de la República, desde julio del 2014 hasta julio del 2015, y congresista por Arequipa en el periodo 2011-2016.

## Biografía
Nació en la ciudad de Arequipa, el 15 de octubre de 1977.
Es egresada de la Universidad Católica de Santa María y se graduó como abogada en 1999. Al año siguiente realizó un curso de especialización en conciliación extrajudicial. 
Se ha desempeñado como asesora legal y administradora de diversas empresas.

## Carrera política

### Congresista de la República
Se inició en la política como miembro del Partido Nacionalista Peruano, liderado por el expresidente Ollanta Humala, y postuló al Congreso de la República por la alianza Gana Perú en las elecciones parlamentarias del 2011. Solórzano resultó elegida como congresista en representación del departamento de Arequipa, con 59;471 votos, para el periodo 2011-2016.
Durante su labor parlamentario fue presidenta de la Comisión de Inteligencia; de la Mesa de Mujeres Parlamentarias Peruanas y de la Liga Parlamentaria de Amistad, Perú-Estados Unidos. También fue miembro titular de las comisiones ordinarias de Energía y Minas, de la Comisión de Justicia y Derechos Humanos y de Defensa del Consumidor y Organismos Reguladores de los Servicios Públicos, además de integrante de la Subcomisión de Acusaciones Constitucionales.

### Presidenta del Congreso
En julio del 2014, la bancada oficialista decidió presentar a Solórzano como candidata a la presidencia del Congreso de la República y su lista fue conformada por los congresistas Modesto Julca de Perú Posible, Norman Lewis de Unión Regional y Esther Capuñay de Solidaridad Nacional. Sin embargo, su candidatura generó discrepancias internas en la bancada nacionalista y provocó la renuncia de un grupo de congresistas quienes luego formaron la bancada "Dignidad y Democracia".
El 26 de julio, Solórzano compitió junto al candidato de la oposición Javier Bedoya de Vivanco y culminando la elección, Solórzano logró ser elegida en segunda vuelta como presidenta del Congreso para el periodo 2014-2015 tras obtener 59 votos a favor.
Fue condecorada con la medalla institucional y diploma de honor de la Universidad Católica de Santa María de Arequipa, por su destacada trayectoria profesional y política. Es la única autoridad política peruana que ha sido condecorada por el Senado de la República y la Cámara de Diputados de Chile. En el primero recibió la Condecoración al Mérito del Senado, en el grado Gran Oficial.